# Copaifera brasiliensis
Copaifera brasiliensis är en ärtväxtart som beskrevs av John Duncan Dwyer. Copaifera brasiliensis ingår i släktet Copaifera, och familjen ärtväxter. Inga underarter finns listade i Catalogue of Life.